# Tjerk Kloostra
Tjerk Kloostra (Nieuw Lekkerland, 18 juni 1910 - Den Haag, 24 februari 1943) was een Nederlandse communist en verzetsstrijder tijdens de Tweede Wereldoorlog.

## Vooroorlogse periode
Tjerk Kloostra werd geboren in Nieuw-Lekkerland als zoon van machinebankwerker Tjerk Kloostra en Josina Kooijman. Het gezin telde uiteindelijk twaalf kinderen. Zijn beroep was stoffeerder. Hij en vier van zijn vijf broers werden communist. Kloostra stond voor de CPN kandidaat bij verkiezingen voor de Haagse Gemeenteraad.

## Tweede Wereldoorlog
Tijdens de Tweede Wereldoorlog werd Kloostra meteen na de Nederlandse capitulatie actief in het verzet. Hij kreeg een leidinggevende rol in de Haagse De Waarheid-groep, die naast De Vonk-groep opereerde. Toen er in de periode begin juni-september 1941 massale arrestaties van communistische verzetsmensen plaatsvonden, wist hij tijdig onder te duiken, waarna de Duitsers hem op een opsporingslijst plaatsten.
In december 1942 wist Cornelis Bakker, de chef van de Documentatiedienst en gedetacheerd bij de Centrale Inlichtingendienst, via de vooroorlogse infiltrant Johannes Hubertus van Soolingen de Joodse leider van de De Vonkgroep Jaap Boekman in de val te laten lopen. Boekman werd zwaar gemarteld, maar gaf niets prijs. Vervolgens trapte Boekman in een truc die de Duitsers uithaalden door een V-Mann in zijn cel te plaatsen. Daardoor raakte toch veel informatie bij de Duitsers bekend, waarna een reeks arrestaties volgde. Bij een van de arrestanten werd een aantekening gevonden over een ontmoeting die hij op 12 februari 1943 om 14.00 uur op de Herman Costermarkt zou hebben. Achteraf zou blijken dat het om een ontmoeting met Kloostra ging.
Op 12 februari ging Kloostra met de tram naar de Haagse markt. Hij stapte uit op het Hobbemaplein en zag zijn medeverzetsman Willem Herder, zoon van de bekende communist Jan Herder. Herder was gearresteerd en was daar door de Documentatiedienst neergezet als lokaas voor een andere afgesproken ontmoeting. Herder kon door een bezemsteel in zijn broekspijpen niet weghollen en werd geobserveerd door de politiemannen Cornelis van Hees en Jochem de Graaf. Herder waarschuwde Kloostra voor gevaar en die ging snel weg, gevolgd door de twee politiemannen. 
Eenmaal bij de markt aangekomen ging hij naar de afgesproken ontmoetingsplaats en daar verscheen een communistisch verzetsman, vergezeld door twee andere mannen. De verzetsman waarschuwde Kloostra voor gevaar, waarop deze laatste zijn pistool trok en een van de begeleidende mannen, de Duitse SD-er Erich Zinkel, dodelijk verwondde met een schot in het hoofd. Kloostra vluchtte weg, achtervolgd door de twee observerende politiemannen (Hendrikus Figee en Folkert de Groot) en de compagnon van Zinkel. Kloostra klom over een muurtje in de Terwestenstraat, drong een woning binnen en verschool zich achter het bed waarin een doodzieke vrouw lag. De politiemannen drongen de woning van de voorkant binnen en er ontstond een vuurgevecht over de zieke vrouw heen.
Na enige tijd vluchtte Kloostra de tuin in en verschool zich in het kolenhok van een pand in De Heemstraat. Wederom volgde een vuurgevecht, waarbij Figee de arm van Kloostra wist te grijpen en er een worsteling ontstond tussen Kloostra en de twee politiemannen, waarbij Kloostra riep: schiet mij maar dood. Vervolgens schoot De Graaf twee keer van zeer dichtbij, waarvan een keer door het hoofd. Kloostra werd bewusteloos naar het ziekenhuis Zuidwal gebracht. In het ziekenhuis kwam hij weer bij kennis. Hij kreeg permanente politiebewaking. De artsen van Kloostra zeiden tegen de politie en de Duitsers dat Kloostra niet meer te redden was. Volgens de familie hebben artsen op verzoek van Kloostra euthanasie gepleegd. Kloostra wist voor de ontmoeting al dat hij waarschijnlijk gefusilleerd zou worden als de politie hem ooit in handen zou krijgen en dat daar eerst nog zware martelingen aan vooraf zouden gaan.
De vier politiemannen kregen een paar weken later van de hoofdcommissaris een beloning van 300 gulden uitgereikt en kregen een eervolle vermelding in het politieblad. Na de oorlog kwam Van Hees weer bij de Haagse Politie Inlichtingendienst werken. Hij kreeg in 1949 opdracht om vergaderingen van de CPN bij te wonen om daarover te rapporteren. Toen daarover vragen werden gesteld in de gemeenteraad, antwoordde iemand uit het college van B&W dat ze Van Hees eerzaam vonden en dat dit geen provocatie was.

## Trivia
In Den Haag is een straat naar Tjerk Kloostra vernoemd.